# 火星雅丹地貌

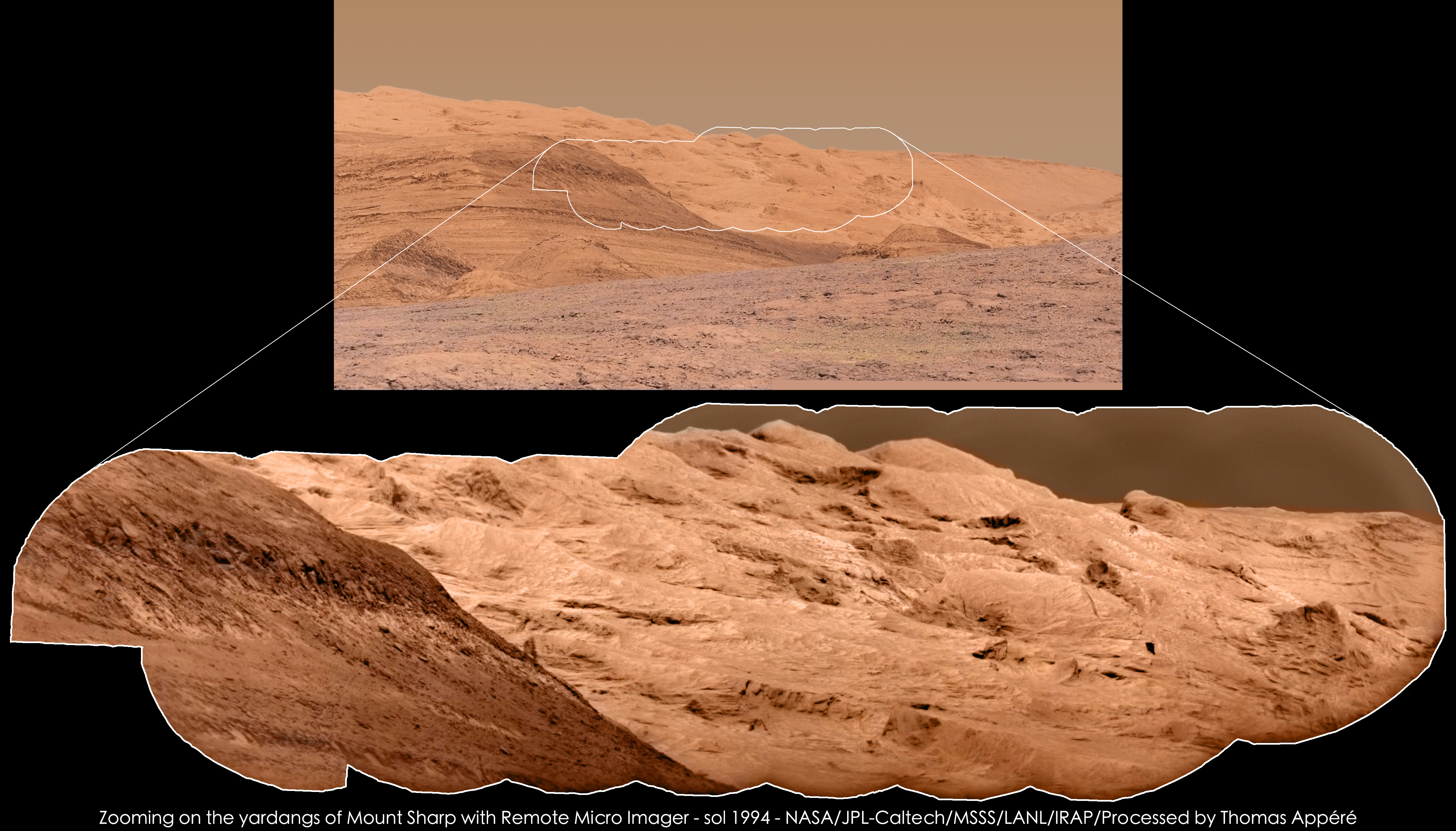
好奇号漫游车远程显微成像仪放大的夏普山雅丹地貌-第1994个火星日

雅丹地貌（Yardangs）在火星上某些地区很常见，尤其在亚马逊区和赤道附近的梅杜莎槽沟层中，它们是由风扬起的沙粒侵蚀而形成，因此，通常指向盛行风刮起时的方向 。由于雅丹地貌上很少出现撞击坑，所以它们被认为相对年轻。梅杜莎槽沟层易受侵蚀的性质表明，它们是由弱胶结的颗粒所组成，很可能是由风吹尘埃或沉积的火山灰构成。雅丹地貌是岩石的一部分，通过被风刮起的沙粒冲刷成嶙峋细长的山脊，在部分构造中可看到分层。在海盗号、火星全球探勘者号 和高分辨率成像科学设备拍摄的照片中观察到雅丹地貌顶部有一层耐蚀冠岩。来自探测器的图像显示，可能由于其物理性质、成分、粒度和/或胶结的明显变化，它们具有不同的硬度。

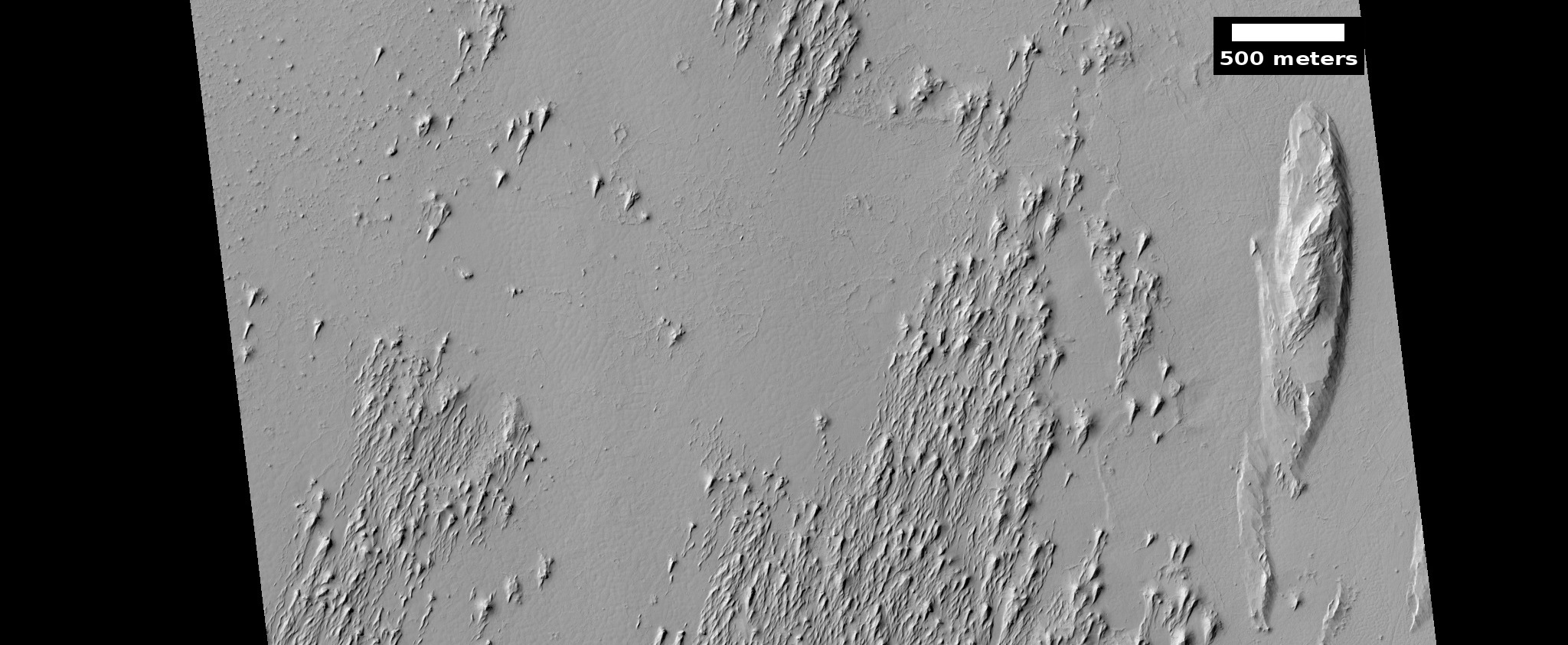
HiWish计划下高分辨率成像科学设备显示的各种大小不同的雅丹地貌。
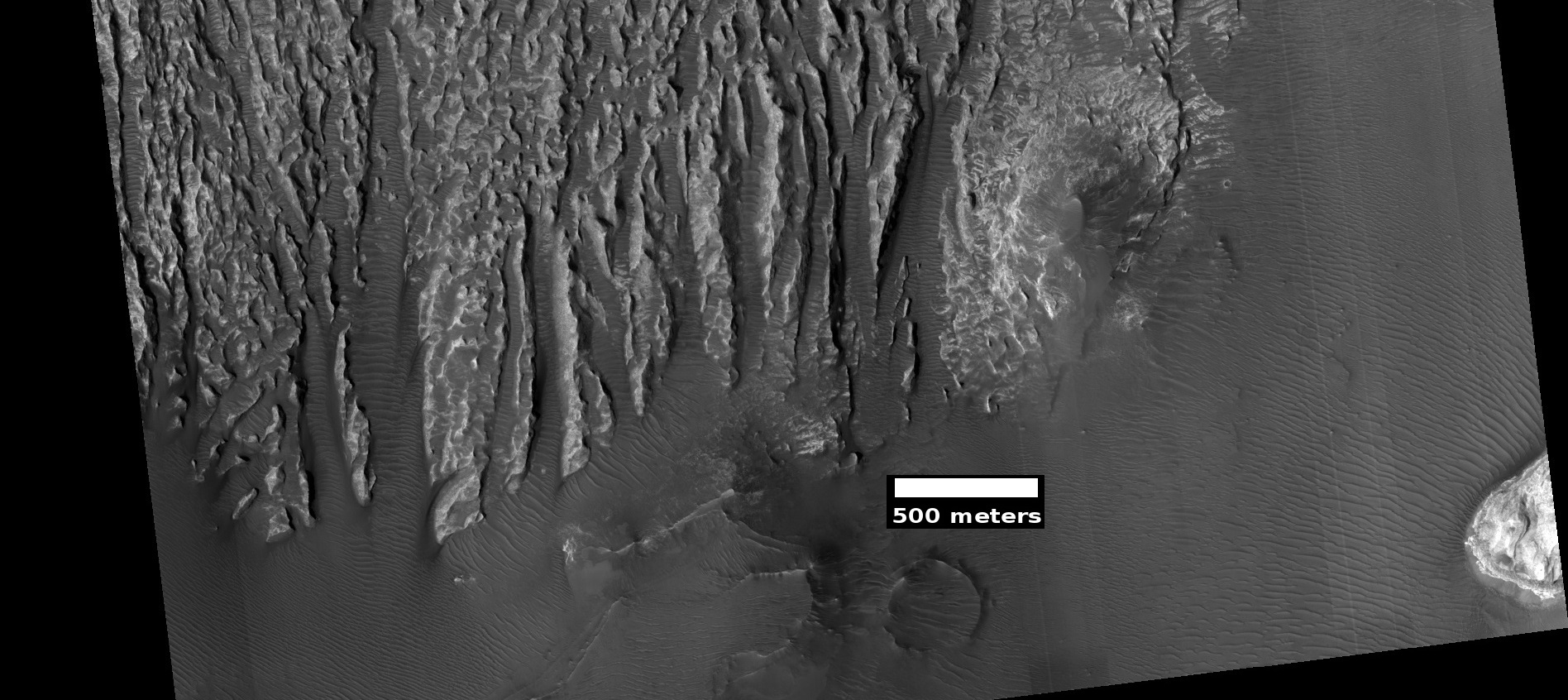
HiWish计划下高分辨率成像科学设备显示，雅丹地貌由浅色材料形成，周围环绕着深色的火山玄武岩砂。
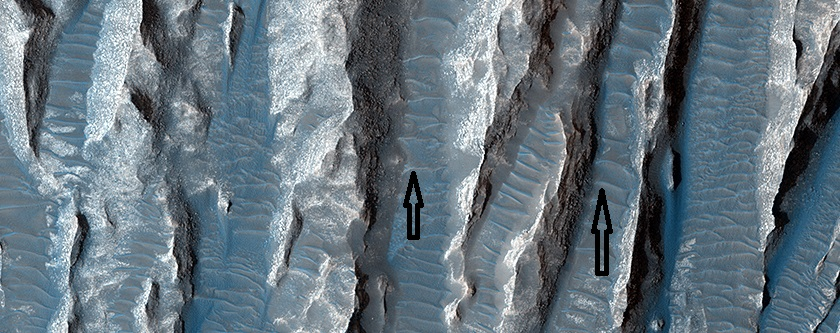
HiWish计划下高分辨率成像科学设备拍摄的雅丹地貌特写照片，箭头指向横向风成脊，一种沙丘类型[5]。
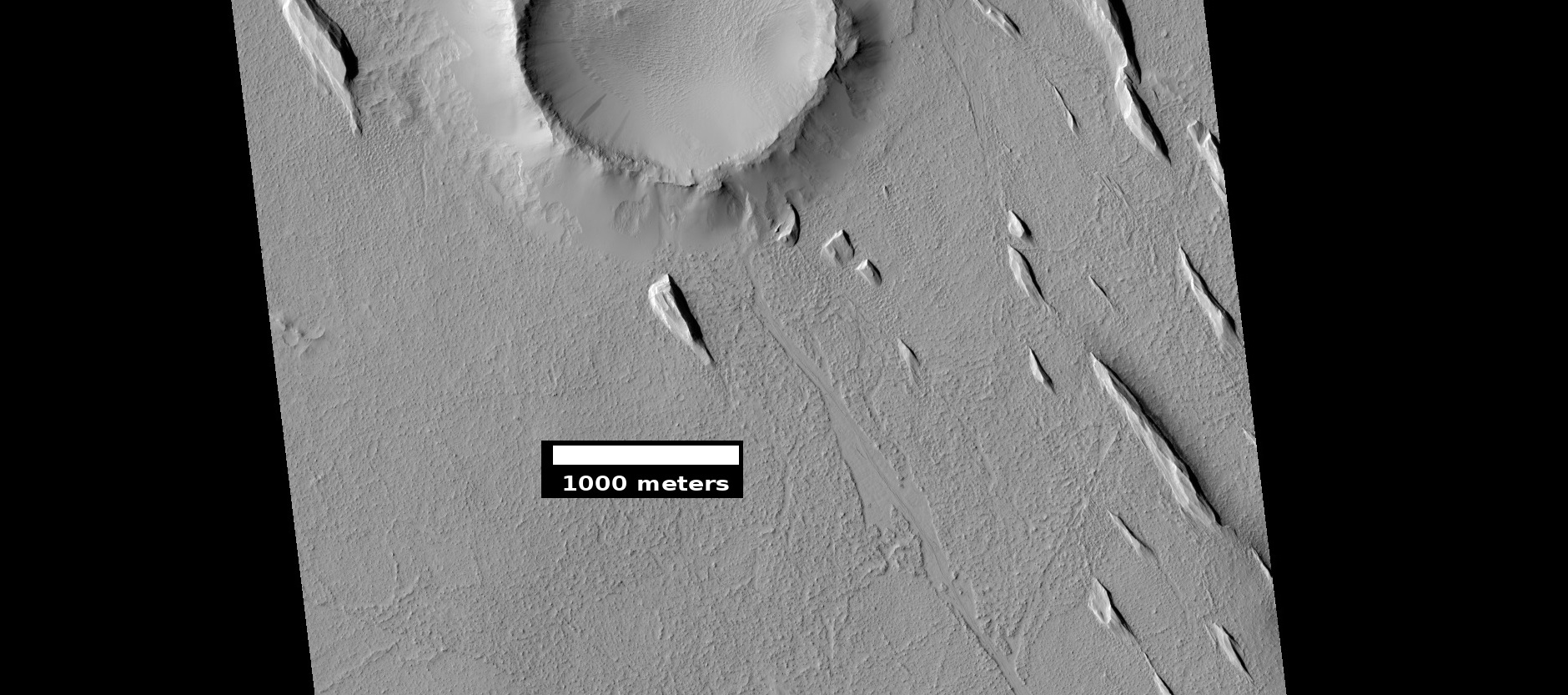
HiWish计划下高分辨率成像科学设备显示的亚马逊区一座陨坑附近的雅丹地貌。
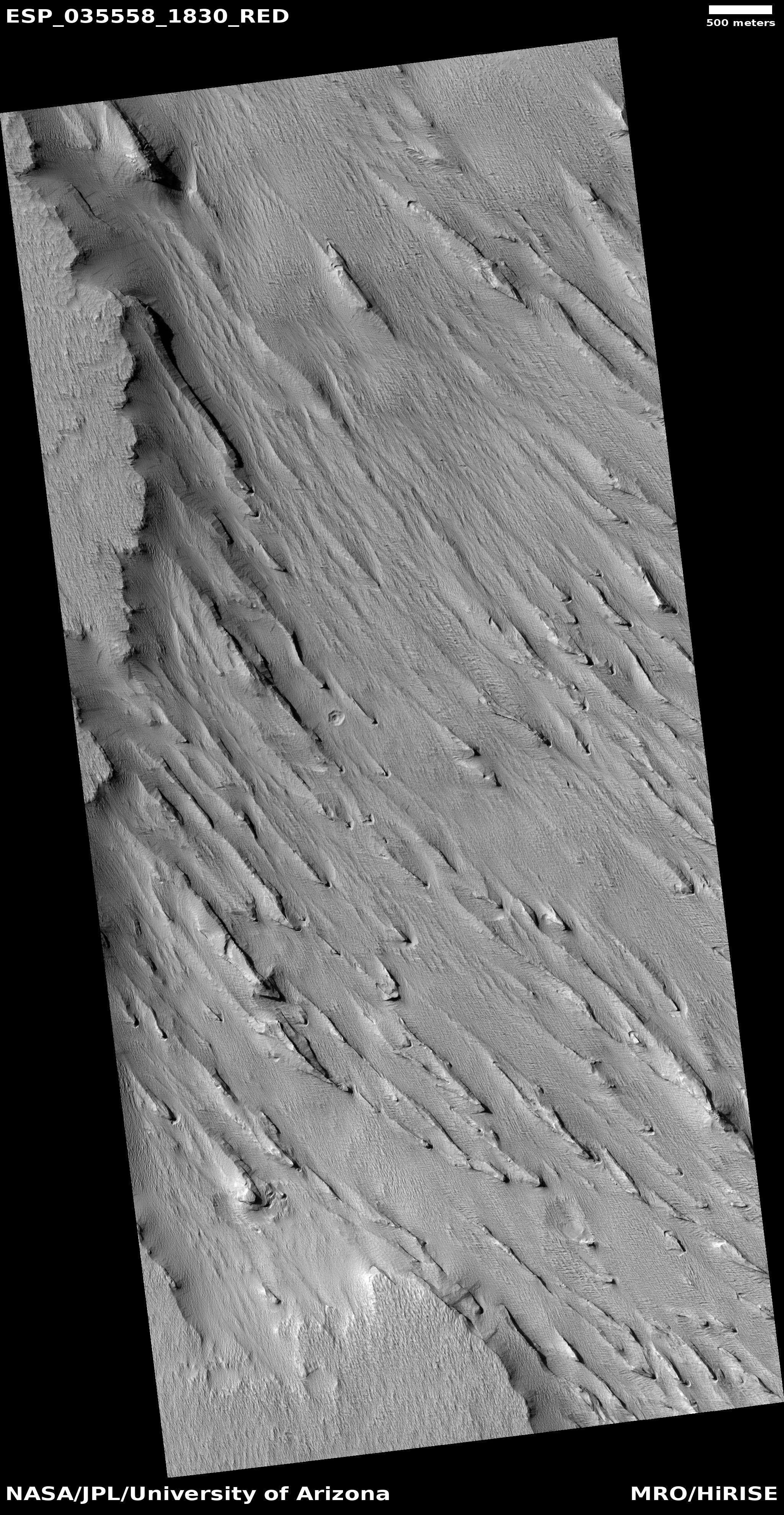
HiWish计划下高分辨率成像科学设备显示的亚马逊区戈尔迪山脊附近的雅丹地貌，这些雅丹群位于梅杜莎槽沟层的上段。
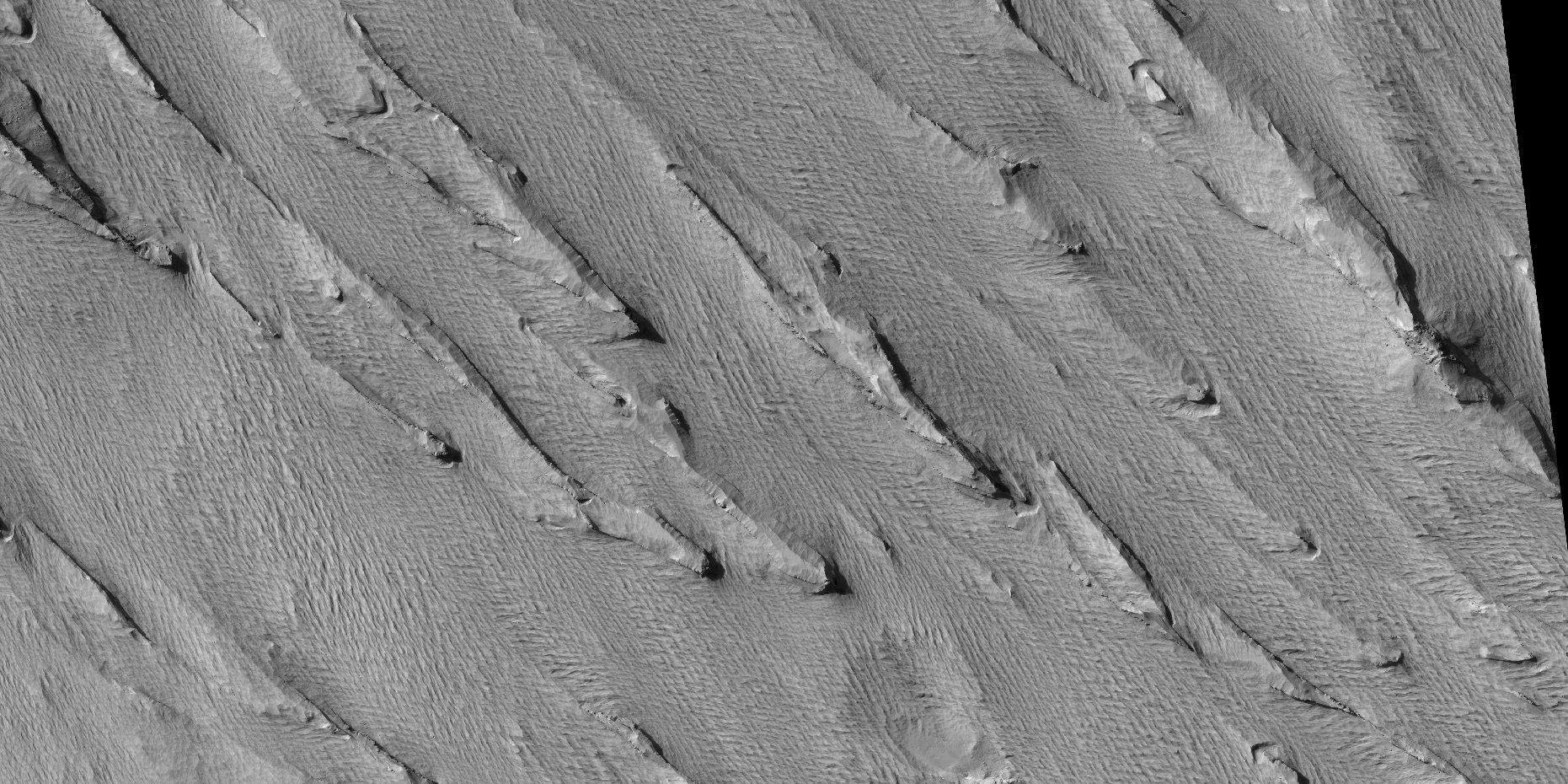
HiWish计划下高分辨率成像科学设备显示的亚马逊区戈尔迪山脊附近的雅丹地貌，注：这是前一幅图像的放大版。
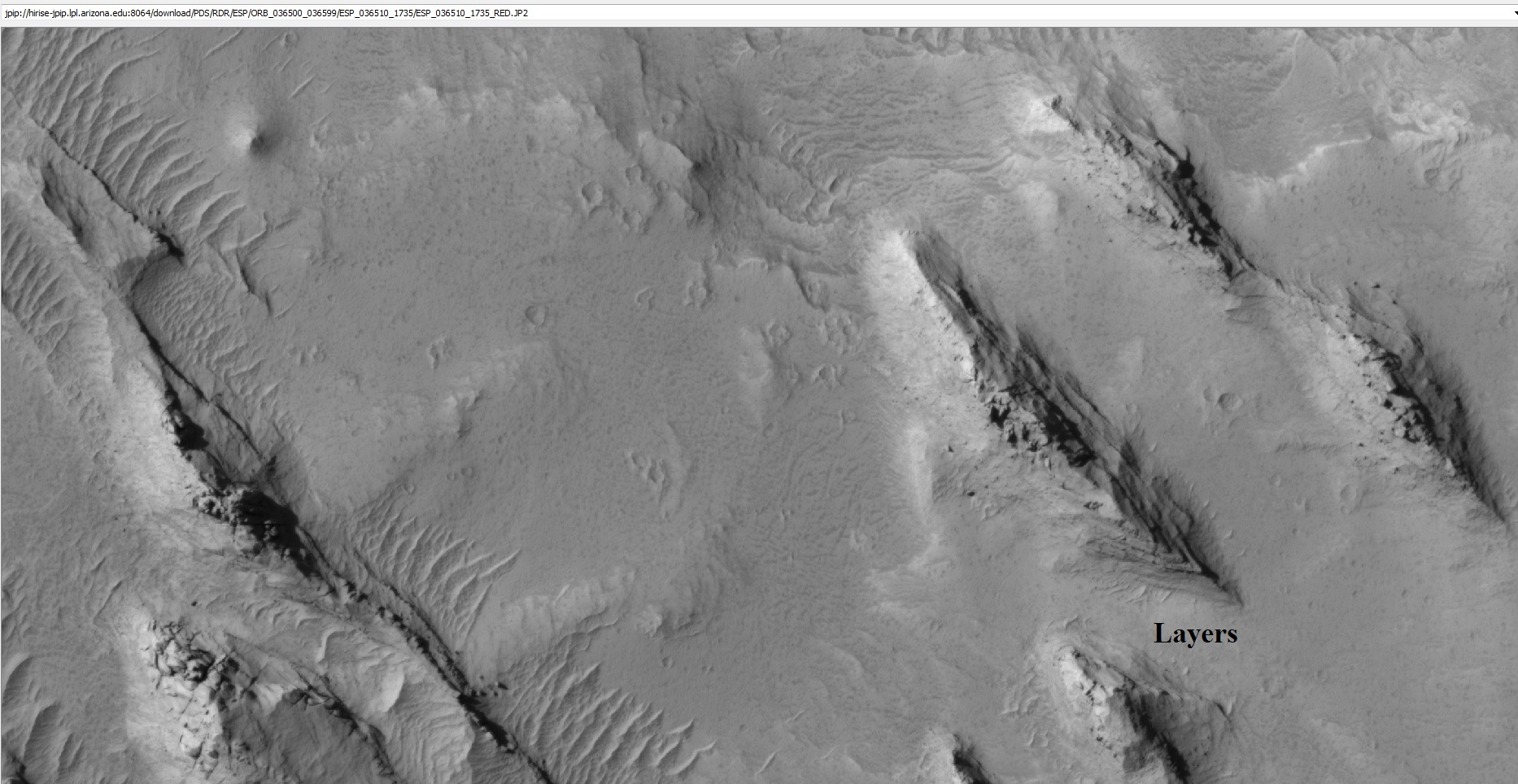
HiWish计划下高分辨率成像科学设备显示的埃俄利斯区雅丹地层。
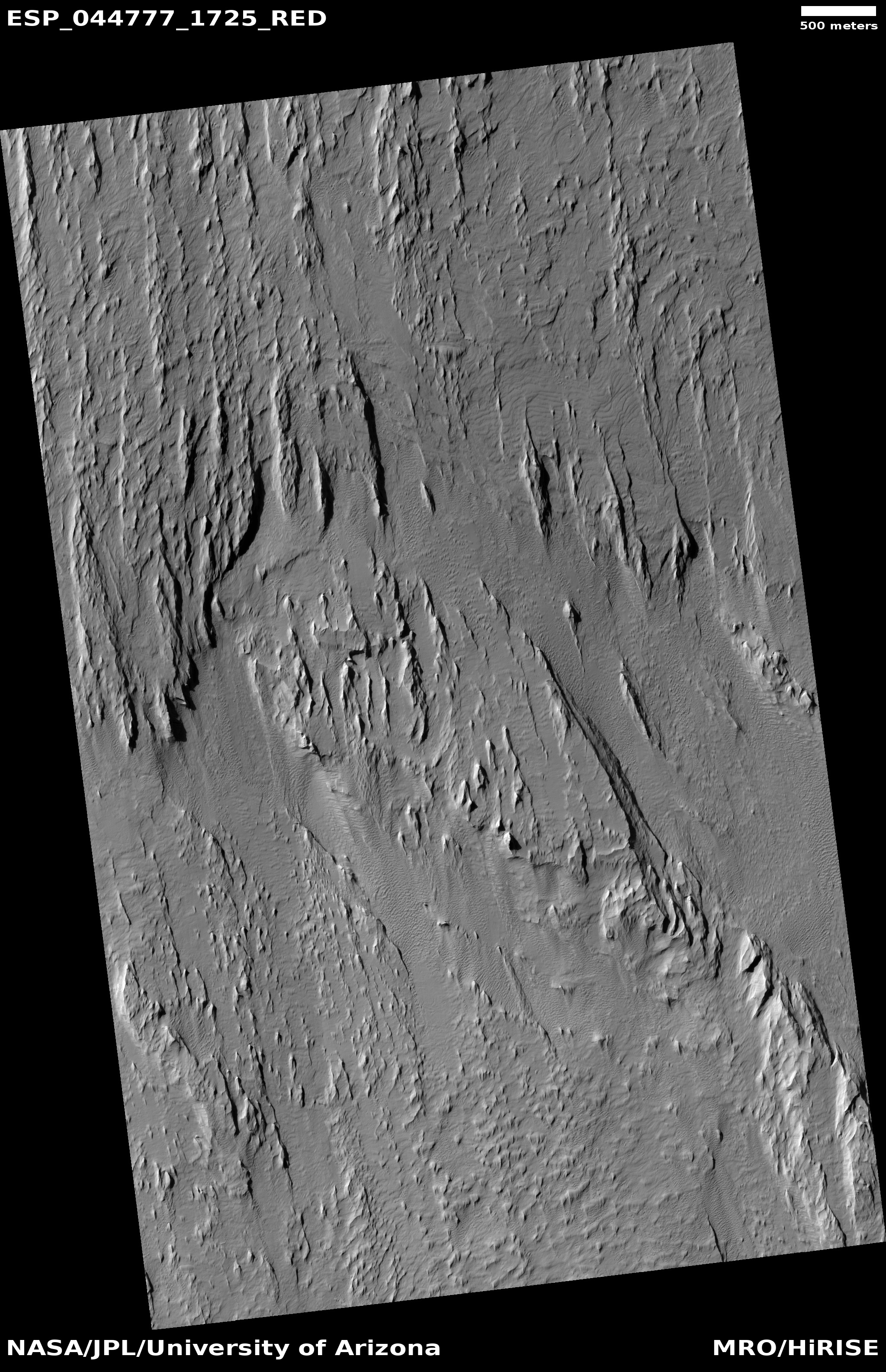
HiWish计划下高分辨率成像科学设备显示的门农尼亚区雅丹地貌全景。
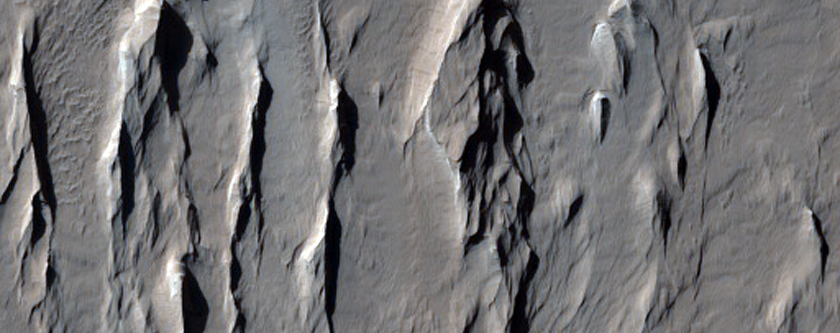
前一幅图像中的雅丹地貌近景。
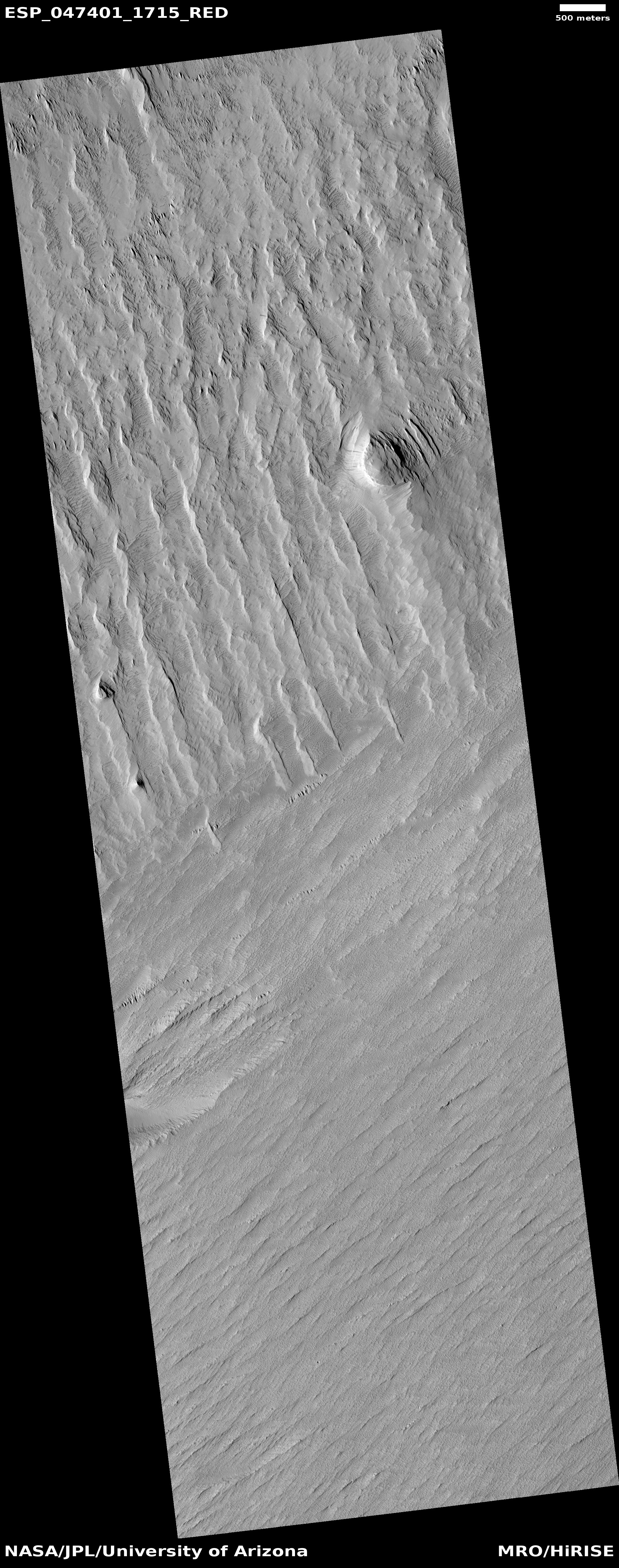
HiWish计划下高分辨率成像科学设备显示的门农尼亚区雅丹地貌全景图。该幅图像很奇怪，因为图中上下二部份的雅丹地貌呈不同的排列方向，风向变换可能是造成这种情况的原因。

## 另请查看
- 火星气候
- 火星地质
- 雅丹地貌
- 极北沙丘群